# Joanna Piotrowska (fotografka)
Joanna Piotrowska (ur. 1985 w Warszawie) – polska fotografka.

## Życiorys
Studiowała fotografię w Akademii Sztuk Pięknych w Krakowie (2004–2009) i w Royal College of Art w Londynie (2011–2013).
Tworzy przede wszystkim czarno-białe zdjęcia. W swojej praktyce artystycznej skupia się na tym, co znajome i dające poczucie bezpieczeństwa, dostrzegając ciemną stronę pozornie bezpiecznych sytuacji. Interesuje ją relacja jednostek z opresyjnymi systemami społecznymi i strukturami władzy, a także jej starcie z przemocą. Pierwszym projektem, który przyniósł jej międzynarodowe uznanie, był dyplomowy cykl Frowst (2014), w którym budowała poprzez gesty kompozycje oddające skomplikowane relacje rodzinne, takie jak toksyczne zależności czy dominacja, używając metody ustawień rodzinnych Berta Hellingera. Projekt opublikowano pod tym samym tytułem w pierwszej publikacji monograficznej Piotrowskiej.
W 2020 roku została nominowana w do Paszportów „Polityki” w kategorii sztuki wizualne. Jej prace znajdują się w kolekcjach m.in. Museum of Modern Art, Tate Britain oraz Fundacji Sztuki Polskiej ING.
Pracuje w Londynie i Warszawie.

## Wystawy
na podstawie źródeł:

### zbiorowe
- Room, Sadie Coles, Londyn, 2017
- Give Me Yesterday, Fondazione Prada, Mediolan, 2017
- Antarctica. An Exhibition On Alienation, Kunsthalle Wien, Wiedeń, 2018
- SUPERSTITION, Museum Marres, Maastricht, 2018
- Structures of meaning | Architectures of perception, Gateway, Abu Zabi, 2018
- Sculptures, Andrew Kreps Gallery, Nowy Jork, 2018
- 10. Berlin Biennale, Berlin, 2018
- Being: New Photography, Museum of Modern Art, Nowy Jork, 2018

### indywidualne
- 5128, ZPAF Gallery, Kraków, 2010
- s.w.a.l.k, Project Space, Northern Gallery of Contemporary Art, Sunderland, 2014
- Frowst, Muzeum Etnograficzne w Krakowie, Miesiąc Fotografii w Krakowie, 2015
- How Are You, Księgarnia | Wystawa, Kraków, 2015
- Art Basel/Statements, Galeria Dawid Radziszewski, Bazylea, 2017
- Condo Mexico City 2018, Arredondo\Arozarena / Galeria Dawid Radziszewski, Meksyk, 2018
- Stable Vices, Kunsthalle Basel, Bazylea, 2019
- All Our False Devices, Tate Britain, Londyn, 2019
- Zaduch, Zachęta Narodowa Galeria Sztuki, 2020